# Neoporus dilatatus
Neoporus dilatatus es una especie de escarabajo del género Neoporus, familia Dytiscidae. Fue descrita científicamente por Fall en 1917.

## Distribución geográfica
Habita en América del Norte.